# Kirchbrak
Kirchbrak là một đô thị trong huyện Holzminden, bang Niedersachsen, Đức. Đô thị Kirchbrak có diện tích 18,39 km², dân số thời điểm ngày 31 tháng 12 năm 2006 là 1158 người.